# Grenzhammer (Warmensteinach)
Grenzhammer ist ein Gemeindeteil der Gemeinde Warmensteinach im Landkreis Bayreuth (Oberfranken, Bayern). Grenzhammer liegt in der Gemarkung Oberwarmensteinach.

## Geografie
Der Weiler Grenzhammer bildet mit Warmensteinach im Westen eine geschlossene Siedlung und ist in der Oberwarmensteinacher Straße (Staatsstraße 2181) aufgegangen, die entlang der Warmen Steinach verläuft. In Richtung Oberwarmensteinach befindet sich der Höllfelsen, der als Geotop und Naturdenkmal ausgezeichnet ist.

## Geschichte

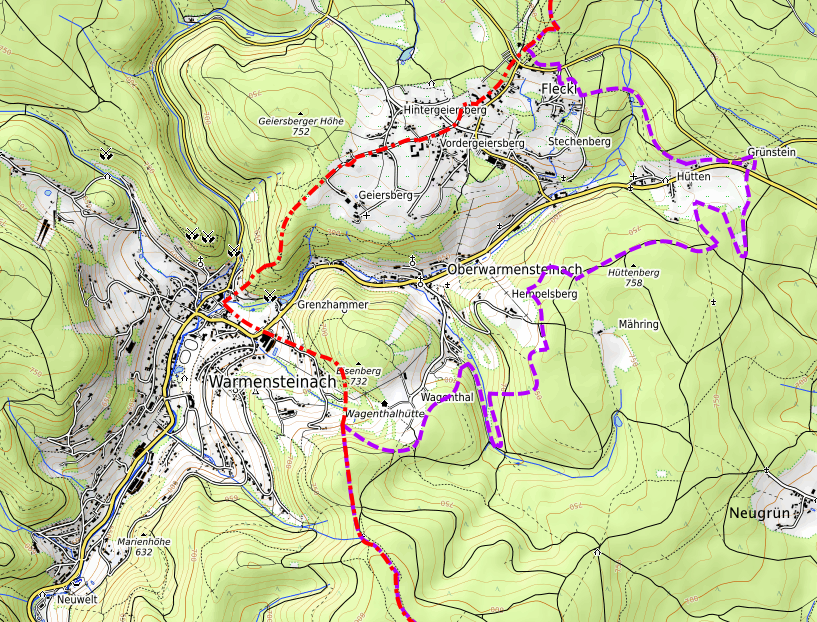
Die ehemalige Grenze zwischen dem Fürstentum Bayreuth und dem Kurfürstentum Bayern im heutigen Warmensteinach

Der Name der Siedlung rührt von der in unmittelbarer Nähe liegenden ehemaligen Grenze zwischen dem Fürstentum Bayreuth und dem Kurfürstentum Bayern.
1792 bestand Grenzhammer aus einem Anwesen mit 1⁄1 Hoffuß.
Mit dem Ersten Gemeindeedikt wurde Grenzhammer dem 1808 gebildeten Steuerdistrikt Oberwarmensteinach und der 1818 gebildeten Ruralgemeinde Oberwarmensteinach zugewiesen. Am 1. Mai 1978 wurde Grenzhammer in die Gemeinde Warmensteinach eingegliedert.

### Einwohnerentwicklung
| Jahr      | 001818 | 001824 | 001861 | 001871 | 001885 | 001900 | 001925 | 001950 | 001961 | 001970 | 001987 |
| Einwohner | 34     | *      | 56     | 37     | 37     | 51     | 55     | 115    | 82     | 77     | 55     |
| Häuser    |        | 3      |        |        | 5      | 5      | 8      | 17     | 19     |        | 23     |
| Quelle    | [ 10 ] | [ 7 ]  | [ 11 ] | [ 12 ] | [ 13 ] | [ 14 ] | [ 15 ] | [ 16 ] | [ 17 ] | [ 18 ] | [ 1 ]  |

## Religion
Grenzhammer ist römisch-katholisch geprägt und war ursprünglich nach Mariä Verkündigung (Fichtelberg) gepfarrt. Seit Mitte des 20. Jahrhunderts ist die Pfarrei St. Laurentius (Oberwarmensteinach) zuständig.